# Pehernéfer
Pehernéfer (également écrit Peher-Néfer) est le nom d'un haut fonctionnaire de l'Égypte antique, qui a exercé ses fonctions sous les règnes des rois Houni et Snéfrou, entre la fin de la IIIe et le début de la IVe dynastie au cours de la période de l'Ancien Empire,,,.

## Biographie

### Famille et entourage
La famille de Pehernéfer est inconnue. Les partenaires possibles de Pehernéfer étaient Netjeraperef, Khâbaousokar, Metjen et Akhetaâ, qui occupaient également des fonctions sous Houni et Snéfrou. Toutes leurs inscriptions funéraires révèlent que l'époque des deux rois devait être très prospère et que l'économie et l'administration des bureaux étaient florissantes.

### Carrière
Tout ce que l'on sait de Pehernefer, de ses hauts titres et de sa carrière, provient des inscriptions funéraires. Celles-ci révèlent qu'il a occupé de hautes fonctions, telles que,,,, :
- « Grand des dix de Haute-Égypte » (égyptien : Wr-mḏ-s̆mˁw),
- « Celui qui est sous la direction du roi » (égyptien : Ḥrj-tp-nsw.t)[9],
- « Celui qui a l'oreille du roi » (égyptien : Ḥrj-sḏm)[9],
- « Contrôleur de la salle d'audience » (égyptien : Ḫrp zḫ)[10],
- « Chef du domaine de dotation de Mérésânkh Ire » (égyptien : Ḥḳȝ-ḥw.t-ˁȝt-ḥw.t-Mr-s-ˁnḫ)[2],
- « Superviseur du Trésor (litt. Maison blanche) » (égyptien : Jmj-rȝ pr-ḥḏ)[11],
- « Porteur du sceau du Trésor » (égyptien : Ḥrj-sḏȝt pr-ḥḏ)[11],
- Jrj-ḫt pr-ḥḏ (titre lié au département du Trésor)[11],
- Sḥḏ jrj-ḫt pr-ḥḏ (titre lié au département du Trésor, supérieur au précédent)[11],
- « Superviseur des greniers royaux » (égyptien : Jmj-rȝ s̆nwt-nb nt-nsw.t)[12],
- « Superviseur de la maison de la redistribution » (égyptien : Jmj-rȝ pr-ḥrj-wḏb)[12],
- « Superviseur de tous les travaux royaux » (égyptien : Jmj-rȝ kȝt-nb nt-nsw.t)[13],
- « Administrateur du palais royal Horus, l'étoile bénie du ciel » (égyptien : ˁḏ-mr Ḥr-sbȝ-ḫntj-pt)[14],
- « Administrateur du désert occidental » (égyptien : ˁḏ-mr zmjt-jmntt)[15],
- « Gouverneur de Bousiris » (égyptien : Ḥȝtj-ˁ Ḏdw)[16].

## Sépulture
La tombe de Pehernéfer est aujourd'hui perdue. Elle a été fouillée au nord de Saqqarah, mais a été oubliée au fil du temps ou démantelée entre-temps. Des copies des inscriptions de la tombe de Pehernéfer ont été publiées par l'archéologue français Gaston Maspero en 1893 et analysées par l'égyptologue autrichien Hermann Junker en 1939.